# Відносна висота вершини

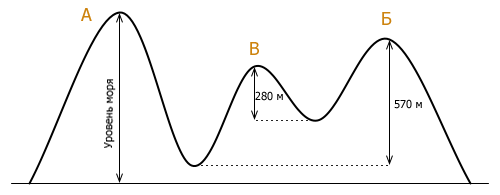
Вершина А є батьківської горою для Б (перевищення Б над основою сідла становить 570 м). Для вершини В батьківської горою є Б, з перевищенням 280 м, що недостатньо для 500-метрового критерію самостійності, тому В — не самостійна вершина, а частина (один із піків) гори Б

Відносна висота вершини (англ. topographic prominence, досл. «видність», «примітність»; нім. Schartenhöhe) — характеристика гірської вершини, що часто використовується для вирішення питання про те, чи можна вважати її самостійною горою. Окремий випадок відносної висоти. Застосовується і розраховується в основному ентузіастами гір.

## Визначення
Має декілька еквівалентних визначень  :
- мінімальна висота, на яку необхідно спуститися з даної вершини, щоб піднятися на вищу гору;
- якщо уявити, що рівень моря підніметься так, що розглянута вершина стане найвищою точкою острова, то тоді її висота над рівнем моря і буде відносною висотою вершини;
- висота даної вершини щодо найнижчої точки (основи сідловини) на кривій, проведеній по найвищому вододілу від цієї вершини до першої вищої вершини на цьому вододілі. Ця вища вершина називається батьківської горою.

Для найвищих гір свого острова або континенту (у яких немає батьківської вершини) цей параметр вважають рівним висоті над рівнем моря.

## Характеристика
Поняття відносної висоти вершини виникло через потребу в критерії для відділення гірських вершин від самостійних гір. Без такого критерію самостійність вершини можна визначити лише суб'єктивно (і тоді ніщо не заважає, наприклад, назвати десятьма високими горами Землі десять скель на вершині Джомолунгми) або за наявністю у цієї вершини назви  .
У списках гір із максимальним значенням відносної висоти вершини (як для всієї планети, так і для окремих регіонів) виявляються далекі один від одного гори, а в списках найвищих гір — безліч близьких вершин однієї гірської системи . Відносна висота вершини характеризує примітність, важливість і популярність гір помітно краще, ніж абсолютна висота  (хоча є й вершини з невеликим — <500 м — значенням відносної висоти вершини, які часто розглядають як самостійні: Гашербрум III, Нупцзе, Моламенкінг і ін.). Крім того, цей параметр краще корелює зі складністю сходження . Тому списки гір за відносною висотою вершини для багатьох любителів гір становлять більший інтерес, ніж списки за обсолютною висотою   .
Поріг цього параметра в різних списках різний. Часто використовують значення 600 і 1500 метрів (у США — 2000 і 5000 футів)  .
Головна проблема при використанні відносної висоти вершини як показника визначності гори полягає в тому, що якщо два піки майже однакової висоти відокремлені неглибоким зниженням один від одного і глибоким — від всіх інших, їх відносна висота різко відрізняється: у вищого піку вона набагато більша. Інший недолік параметра — те, що він не характеризує рельєф найближчих околиць тих гір, у яких основа сідловини знаходиться далеко (різниця висот дуже далеких точок не становить великого інтересу). Крім того, відносна висота вершини не враховує крутизну схилів, яка вносить істотний внесок у враження від гори  .

## Історія
Параметр увійшов у вжиток відносно недавно, оскільки в багатьох випадках його досить важко визначити. Для багатьох вершин визначення батьківської гори і положення основи сідловини вимагає ретельної роботи з якісними картами. Цю величину почали використовувати німецький дослідник Гюнтер Оскар Діренфурт і британські альпіністи в першій половині 20 століття. У другій половині століття її почали застосовувати в США. Загальноприйнята нині англійська назва prominence з'явилася лише в 1987 році. Параметр розраховується і використовується головним чином ентузіастами. Вони створили багато списків гір, де він фігурує, і програми для його розрахунку на основі різних баз даних (наприклад, даних USGS).

## Приклади
| Назва        | Висота над р.м. | Відносна висота | Розташування  |
| ------------ | --------------- | --------------- | ------------- |
| Джомолунгма  | 8848            | 8848            | КНР, Непал    |
| Чогорі       | 8611            | 4017            | КНР, Пакистан |
| Канченджанга | 8586            | 3922            | Індія, Непал  |
| Лхоцзе I     | 8516            | 610             | КНР, Непал    |
| Макалу I     | 8485            | 2378            | КНР, Непал    |
| Чо-Ойю       | 8188            | 2340            | КНР, Непал    |
| Дхаулагірі   | 8167            | 3357            | Непал         |
| Манаслу I    | 8163            | 3092            | Непал         |
| Нангапарбат  | 8125            | 4608            | Пакистан      |
| Аннапурна I  | 8091            | 2984            | Непал         |
| Гашербрум I  | 8080            | 2155            | КНР, Пакистан |
| Броуд-пік    | 8051            | 1701            | КНР, Пакистан |
| Гашербрум II | 8035            | 1523            | КНР, Пакистан |
| Шишабангма   | 8027            | 2897            | КНР           |
| Гьячунг-Канг | 7952            | 672             | КНР, Непал    |

| Назва            | Висота над р.м. | Відносна висота | Розташування     |
| ---------------- | --------------- | --------------- | ---------------- |
| Джомолунгма      | 8848            | 8848            | КНР, Непал       |
| Аконкагуа        | 6961            | 6961            | Аргентина        |
| Деналі           | 6193            | 6138            | США (Аляска)     |
| Кіліманджаро     | 5895            | 5885            | Танзанія         |
| Крістобаль-Колон | 5775            | 5584            | Колумбія         |
| Логан            | 5959            | 5250            | Канада           |
| Орісаба          | 5611            | 4901            | Мексика          |
| Масив Вінсон     | 4897            | 4897            | Антарктида       |
| Пунчак-Джая      | 4884            | 4884            | Індонезія        |
| Ельбрус          | 5642            | 4741            | Росія (Кавказ)   |
| Монблан          | 4808            | 4695            | Італія, Франція  |
| Демавенд         | 5604            | 4667            | Іран             |
| Ключевська Сопка | 4750            | 4649            | Росія (Камчатка) |
| Нангапарбат      | 8125            | 4608            | Пакистан         |
| Мауна-Кеа        | 4205            | 4205            | США (Гаваї)      |

## Складні випадки
Часто гірські вершини дуже близькі до своїх батьківських гір. Тоді обчислення відносної висоти вершини не становить особливих складнощів і може бути виконане вручну з використанням топографічної карти. Але іноді відстань між вершинами дуже велика, а сідловина — дуже глибока. Така ситуація виникає на кожному масиві суші, де є більше однієї гірської системи. Крім того, вершини можуть бути розділені областю складного рельєфу. В такому випадку розрахувати відносну висоту вершини значно важче, і для цього зазвичай використовують комп'ютер  .
Деякі примітні випадки:
- гора Деналі на Алясці (6194 м над рівнем моря) — найвища в Північній Америці, і тому батьківської для неї є найвища гора обох Америк, аргентинська гора Аконкагуа (6962 м). Основа розділяє їхньої сідловини лежить на висоті 37 метрів біля озера Нікарагуа (не враховуючи штучного Панамського каналу). Відстань між Деналі і основою її сідловини — 7 700 км — рекордна для гір Землі.
- Для гори Вітні (4421 м, Каліфорнія) батьківської горою є Орісаба (5636 м, найвища точка Мексики). Основа сідловини, що з'єднує їх, знаходиться на Американському континентальному вододілі в штаті Нью-Мексико в США, на висоті 1347 м і на відстані 1022 км від Вітні. Для самої Орісаба батьківської горою є канадська гора Логан (5951 м), а основа сідловини знаходиться в канадській провінції Британська Колумбія на тому ж вододілі.
- Основа сідловини гори Мітчелл, найвищої гори Аппалачі, знаходиться в Чикаго — найнижчій точці вододілу басейнів річки Святого Лаврентія і Міссісіпі [7] .